# Chelsi Smith
Chelsi Mariam Pearl Smith (* 23. August 1973 in Redwood City, Kalifornien; † 8. September 2018 in Los Angeles, Kalifornien) war eine US-amerikanische Schauspielerin, Sängerin und Schönheitskönigin. Sie wurde 1994 als erste Dunkelhäutige zur Miss Texas ernannt, im Jahr 1995 wurde sie zur Miss USA sowie Miss Universe gekrönt.
1996 hatte sie eine Gastrolle in der Fernsehserie Ein Mountie in Chicago, anschließend spielte sie in den Filmen One Flight Stand (2001) und Playas Ball (2003). 2002 wurde das von ihr gesungene Lied Dom Da Da in den Soundtrack des Films Super süß und super sexy aufgenommen.
Sie starb am 8. September 2018 in Los Angeles im Alter von 45 Jahren an Leberkrebs.